# Orpelów
Orpelów (prononciation [ɔrˈpɛluf]) est un village de la gmina de Dobroń, du powiat de Pabianice, dans la voïvodie de Łódź, situé dans le centre de la Pologne.
Il se situe à environ 3 kilomètres à l'ouest de Dobroń (siège de la gmina), 12 kilomètres à l'ouest de Pabianice (siège du powiat) et 24 kilomètres au sud-ouest de Łódź (capitale de la voïvodie).
Sa population s'élevait à 611 habitants en 2006.

## Administration
De 1975 à 1998, le village était attaché administrativement à l'ancienne voïvodie de Sieradz.

Depuis 1999, il fait partie de la nouvelle voïvodie de Łódź.